# LOC642658
LOC642658‏ (Scleraxis bHLH transcription factor) هوَ بروتين يُشَفر بواسطة جين LOC642658 في الإنسان.